# Kongress der Union

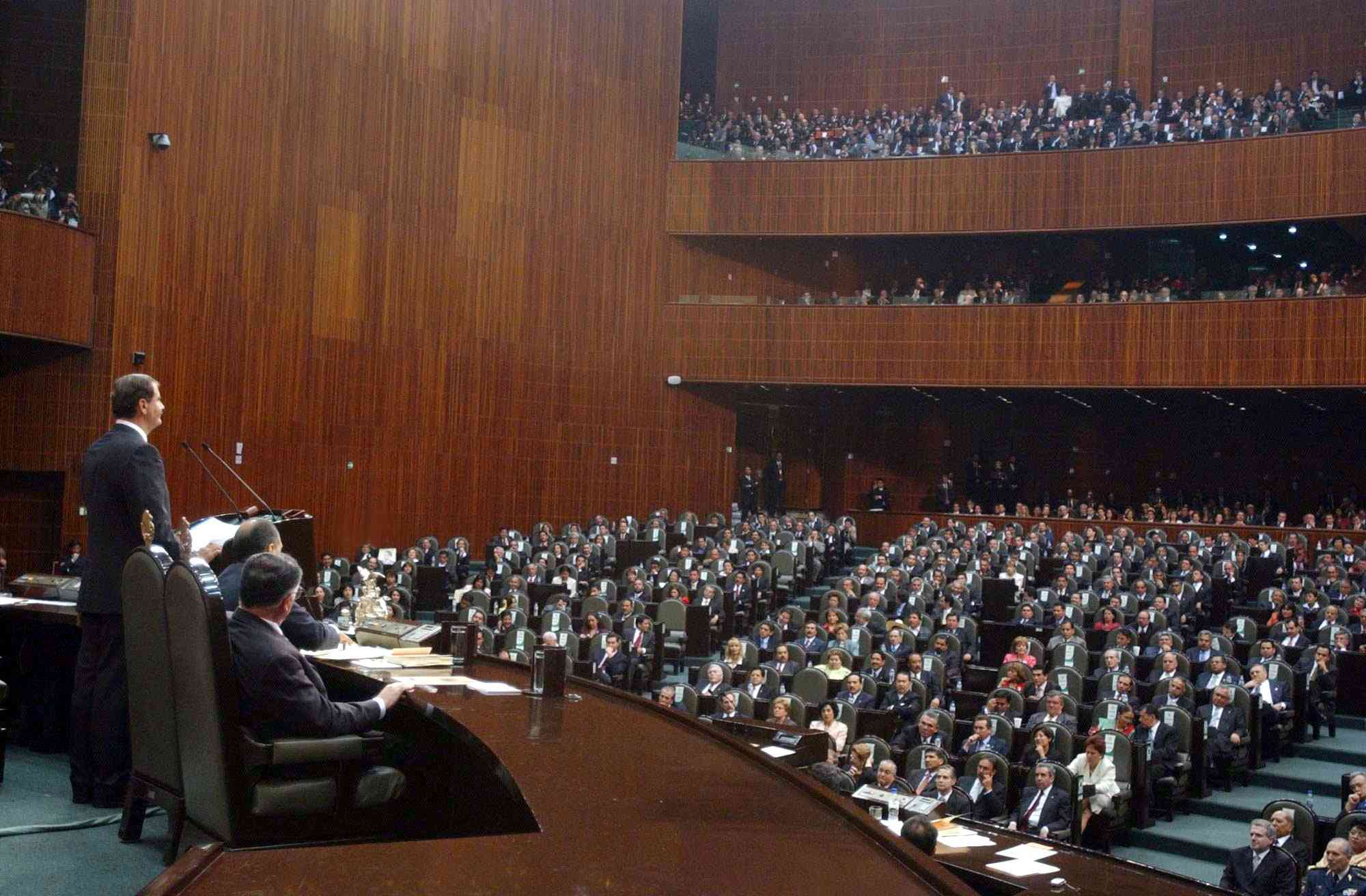
Vicente Fox bei einer Kongressansprache

Der Kongress der Union (Congreso de la Unión, vollständig: Congreso General de los Estados Unidos Mexicanos) ist die Legislative des Staates Mexiko. Er besteht aus zwei Kammern, dem Senat (Senado de México) und dem Abgeordnetenhaus (Cámara de Diputados).
Der Senat (Cámara de Senadores oder Senado) besteht aus 128 Senatoren. Sie vertreten den Gesamtstaat und werden für sechs Jahre gewählt. Das Kollegium setzt sich zusammen aus je zwei Senatoren für die 31 Bundesstaaten und den Bundesdistrikt, gewählt aus Kandidaten der jeweils stärksten Partei, sowie je ein Senator der zweitstärksten Partei. Weitere 32 Senatoren werden nach dem Verhältniswahlrecht im Gesamtstaat bestimmt.
Das Abgeordnetenhaus (Cámara de Diputados, entspricht dem britischen Unterhaus) besteht aus 500 Abgeordneten. Jeder vertritt im Durchschnitt 200.000 Wähler (für drei Jahre, ohne Wiederwahl). Dabei werden 300 Abgeordnete direkt gewählt („mayoría relativa“, nach Mehrheitswahlrecht in Einerwahlkreisen) und 200 indirekt („representación proporcional“), proportional nach einem komplizierten Listenwahlrecht. Die Zusammensetzung entspricht etwa dem Prozentsatz der Parteien im Gesamtstaat.
Die Kongresswahlen in der Mitte der 6-jährigen Amtszeit des Staatspräsidenten entsprechen funktionell den mid-term elections in den USA.

## Zusammensetzung
(Stand 9. Dezember 2018)

### Senat
- 59 Sitze Morena – Movimiento Regeneración Nacional (Nationale Regenerationsbewegung)
- 24 Sitze PAN – Partido Acción Nacional (Nationale Aktionspartei)
- 15 Sitze PRI – Partido Revolucionario Institucional (Institutionalisierte Revolutionspartei)
- 7 Sitze Movimiento Ciudadano (Bürgerbewegung)
- 6 Sitze PVEM – Partido Verde Ecologista de México (Grüne Ökologische Partei Mexikos)
- 6 Sitze PT – Partido del Trabajo (Arbeitspartei)
- 5 Sitze PRD – Partido de la Revolución Democrática (Partei der Demokratischen Revolution)
- 5 Sitze Partido Encuentro Social (Soziale Zusammenkunft)
- 1 fraktionsloser Abgeordneter

### Abgeordnetenhaus
- 256 Sitze Morena – Movimiento Regeneración Nacional (Nationale Regenerationsbewegung)
- 78 Sitze PAN – Partido Acción Nacional (Nationale Aktionspartei)
- 47 Sitze PRI – Partido Revolucionario Institucional (Institutionalisierte Revolutionspartei)
- 28 Sitze PT – Partido del Trabajo (Arbeitspartei)
- 28 Sitze Movimiento Ciudadano (Bürgerbewegung)
- 30 Sitze Partido Encuentro Social (Soziale Zusammenkunft)
- 20 Sitze PRD – Partido de la Revolución Democrática (Partei der Demokratischen Revolution)
- 11 Sitze PVEM – Partido Verde Ecologista de México (Grüne Ökologische Partei Mexikos)
- 2 fraktionslose Abgeordnete